# 艾絲塔瓦娜·波曼
艾絲塔瓦娜·波曼（荷蘭語：Estavana Polman，1992年8月5日—）是一位效力於埃斯比約隊及荷蘭女子手球隊的手球員。
她也曾代表荷蘭國家隊參加比較年輕組別的比賽，並在2011歐洲女子19歲手球錦標賽中贏得銀牌。此外她還被票選為全明星隊中中衛的位置。

## 成就
- 丹麥聯賽（英语：Danish Women's Handball League）:
  - 金牌: 2016（英语：2015–16 Damehandboldligaen）

## 獲獎與認可
- 2011歐洲女子19歲手球錦標賽全明星中衛。

## 個人生活
自2016年8月，她和荷蘭足球員拉斐爾·范德法特處於戀愛關係。
2016年12月27日，她在Instagram上宣布自己懷孕了。並在隔年一月表示將會是一個女嬰。

## 外部連結
- 官方网站 （荷兰文）